# Purusottampur
Purusottampur es una ciudad y  comité de área notificada situada en el distrito de Ganjam en el estado de Odisha (India). Su población es de 15366 habitantes (2011). Se encuentra a  27 km de Brahmapur y a 142 km de Bhubaneswar.

## Demografía
Según el censo de 2011 la población de Purusottampur era de 15366 habitantes, de los cuales 7894 eran hombres y 7472 eran mujeres. Purusottampur tiene una tasa media de alfabetización del 78,22%, superior a la media estatal del 72,87%: la alfabetización masculina es del 86,77%, y la alfabetización femenina del 69,28%.

## Clima
| Parámetros climáticos promedio de Purushottampur, Odisha | Parámetros climáticos promedio de Purushottampur, Odisha | Parámetros climáticos promedio de Purushottampur, Odisha | Parámetros climáticos promedio de Purushottampur, Odisha | Parámetros climáticos promedio de Purushottampur, Odisha | Parámetros climáticos promedio de Purushottampur, Odisha | Parámetros climáticos promedio de Purushottampur, Odisha | Parámetros climáticos promedio de Purushottampur, Odisha | Parámetros climáticos promedio de Purushottampur, Odisha | Parámetros climáticos promedio de Purushottampur, Odisha | Parámetros climáticos promedio de Purushottampur, Odisha | Parámetros climáticos promedio de Purushottampur, Odisha | Parámetros climáticos promedio de Purushottampur, Odisha | Parámetros climáticos promedio de Purushottampur, Odisha |
| Mes                                                      | Ene.                                                     | Feb.                                                     | Mar.                                                     | Abr.                                                     | May.                                                     | Jun.                                                     | Jul.                                                     | Ago.                                                     | Sep.                                                     | Oct.                                                     | Nov.                                                     | Dic.                                                     | Anual                                                    |
| -------------------------------------------------------- | -------------------------------------------------------- | -------------------------------------------------------- | -------------------------------------------------------- | -------------------------------------------------------- | -------------------------------------------------------- | -------------------------------------------------------- | -------------------------------------------------------- | -------------------------------------------------------- | -------------------------------------------------------- | -------------------------------------------------------- | -------------------------------------------------------- | -------------------------------------------------------- | -------------------------------------------------------- |
| Temp. máx. media (°C)                                    | 27                                                       | 30                                                       | 34                                                       | 36                                                       | 37                                                       | 34                                                       | 32                                                       | 31                                                       | 32                                                       | 32                                                       | 30                                                       | 28                                                       | 31.9                                                     |
| Temp. mín. media (°C)                                    | 16                                                       | 19                                                       | 23                                                       | 27                                                       | 29                                                       | 28                                                       | 27                                                       | 27                                                       | 26                                                       | 23                                                       | 20                                                       | 16                                                       | 23.4                                                     |
| Fuente: MSM Weather                                      |                                                          |                                                          |                                                          |                                                          |                                                          |                                                          |                                                          |                                                          |                                                          |                                                          |                                                          |                                                          |                                                          |